# Мазур, Феликс Адамович
Мазур Феликс Адамович (25 февраля 1911, Оринин, Подольская губерния — февраль 1988, Кривой Рог, Днепропетровская область) — советский учёный, педагог. Кандидат экономических наук (1960), доцент. Директор Глуховского учительского института (1952—1954), ректор Криворожского государственного педагогического института (1961—1973).

## Биография
Родился 25 февраля 1911 года в селе Оринин Каменец-Подольского уезда Подольской губернии (ныне в Каменец-Подольском районе Хмельницкой области) в польской семье.
В 1929—1930 года — регистратор Орининского районного исполкома Каменецкого округа, заочно учился в Каменец-Подольском педагогическом техникуме.
В сентябре 1930 — сентябре 1933 года — учитель и директор начальной школы в селе Жабинцы Орининского района.
С октября 1933 по 25 августа 1935 года — на военной службе в отдельном артдивизионе 25-й Чапаевской стрелковой дивизии в городе Кременчуг.
В 1935—1939 годах учился на географическом факультете Киевского государственного педагогического института имени А. М. Горького по специальности «география», квалификация «преподаватель географии средней школы».
С 4 июля 1939 по 20 июля 1940 года — директор Фастовской средней школы № 20, с 20 июля 1940 по июль 1941 года — директор Ржищевской средней школы № 1.
В 1942—1945 годах — в Красной армии. Начальник политотдела 1-й армии 1-го Белорусского фронта. Демобилизован в звании полковника.
С 4 декабря 1946 по 10 августа 1952 года — директор Ржищевского педагогического училища, занимался послевоенным восстановлением.
С августа 1952 по 1954 год — директор Глуховского учительского института, с января 1955 года — старший преподаватель кафедры географии.
В 1952—1955 годах — депутат Глуховского районного совета.
С марта 1955 по октябрь 1956 года учился в заочной аспирантуре Института экономики АН УССР.
В 1956—1961 годах — заместитель директора Измаильского государственного педагогического института.
Затем работал преподавателем в Ворошиловградском государственном педагогическом институте имени Т. Г. Шевченко.
В марте 1959 года в Киевском финансово-экономическом институте защитил диссертацию «Развитие и размещение сельского хозяйства Сумской области УССР» на соискание учёной степени кандидата экономических наук.
В 1961—1973 годах — ректор Криворожского государственного педагогического института, в 1977—1983 годах — доцент кафедры политэкономии.
В ноябре 1986 года вышел на пенсию.
Умер в феврале 1988 года в городе Кривой Рог.

## Научная деятельность
Специалист в области экономики. Автор научных работ.

## Награды
- Орден Красной Звезды (13.11.1943)[2];
- Орден «Крест Грюнвальда»[3] 3-го класса[4];
- Золотой Крест Заслуги[5];
- Серебряный Крест Заслуги[6];
- Медаль «За Варшаву 1939—1945»[7];
- Медаль «За Одру, Нису и Балтику»[8];
- трижды Орден Отечественной войны 1-й степени (08.04.1945, 27.03.1946, ...);
- Орден Отечественной войны 2-й степени (06.04.1985);
- Медаль «За освобождение Варшавы»;
- Медаль «За победу над Германией в Великой Отечественной войне 1941—1945 гг.»;
- Орден «Знак Почёта»[4];
- Отличник народного образования УССР (1952)[4];
- Грамота Министерства образования УССР.